# Platypalpus vulcanicus
Platypalpus vulcanicus is een vliegensoort uit de familie van de Hybotidae. De wetenschappelijke naam van de soort is voor het eerst geldig gepubliceerd in 1958 door Frey.